# Набвана, Айзек
Айзек Годфри Джеффри Набвана (англ. Isaac Godfrey Geoffrey Nabwana, род. 6 ноября 1973, Кампала) — угандийский кинорежиссёр
, кинопродюсер и сценарист, основатель студии «Вакаливуд». Наибольшую известность приобрёл благодаря снятому в 2010 году боевику «Кто убил капитана Алекса?», трейлер которого, размещенный на YouTube, по состоянию на 4 июля 2025 года набрал более 10 миллиона просмотров, а сама кинолента приобрела культовый статус.

## Ранние годы
Набвана родился в Уганде во времена правления режима Иди Амина в 1973 году. По сообщениям журналистов, во время гражданской войны в Уганде за ним и его братом однажды гнался ударный вертолет, который затем можно увидеть в его фильме «Кто убил капитана Алекса?».

## Карьера
Поскольку он никогда не был в театре, он полагался в основном на описания своих братьев и друзей, которые они рассказывали ему после просмотра фильмов, которые только что вышли в прокат. Повзрослев, Айзек пошел на курсы по ремонту компьютеров, однако был вынужден бросить их после первого месяца обучения из-за нехватки средств.
Поэтому он начал изучать кинопроизводство и его аспекты с помощью методов самообучения. В возрасте 32 лет он официально начал заниматься кинопроизводством. В 2005 году Набвана основал компанию Ramon Film Productions, которую назвал в честь своих бабушек, Рейчел и Моники, которая позже стала известна как Вакаливуд. Главный цех студии базируется в его доме, где он также начал продюсировать и снимать музыкальные видеоклипы с 2009 года. Фильм «Кто убил капитана Алекса» известен как первый остросюжетный фильм в угандийском кинематографе. После публикации трейлера фильма в 2010 году он быстро стал всемирно известным и популярным.
Фильм привлек множество поклонников со всего мира. Один из поклонников, Алан Хофманис, специально приехал в Уганду после просмотра киноленты и теперь является исполнительным продюсером и актёром в Вакаливуде. В целом, с момента публикации полной версии фильма в 2015 году, он сумел набрать более 10 миллионов просмотров на YouTube.
Когда Алан Хофманис отправился в Уганду, он лично встретился с Набваной и попросил его спродюсировать документальный фильм о Ramon Film Productions. С тех пор Хофманис переехал в Уганду на постоянное место жительства, чтобы помочь продвигать Вакаливуд по всему миру. Он также получил главную роль в фильме Набваны «Плохой чёрный» 2016 года. Согласно данным сервиса IMDb, Набвана получил 6 наград на различных кинофестивалях.

## Стиль фильмов
Набвана в основном снимает свои фильмы на луганде, национальном языке баганды, крупнейшего племени Уганды. Его картины нередко сопровождаются обилием сцен насилия и перестрелок, из-за чего Набвана получил прозвище «угандийский Тарантино». Кроме того, среди сотрудников в студии Набваны имеется так называемый «видео-джокер», который иногда переводит реплики персонажей, повествует о сюжетных поворотах, а также сопровождает видеоряд своими шутками.